# 안쪽가슴근신경
안쪽가슴근신경(medial pectoral nerve, medial anterior thoracic nerve) 또는 내측흉근신경(內側胸筋神經)은 팔신경얼기의 안쪽다발(간혹 아래줄기의 앞갈래에서 직접)에서 갈라져 나오는 신경이다. 안쪽다발은 C8과 T1 성분을 포함하고 있다.
겨드랑동맥의 첫 번째 부분 뒤쪽을 주행한 뒤 안쪽가슴근신경은 겨드랑동맥과 겨드랑정맥 사이에서 앞으로 굽어져, 동맥 앞쪽에서 가쪽가슴근신경에서 온 신경 섬유와 합쳐진다.
그 후 작은가슴근의 깊은 쪽 표면으로 들어가 여러 개의 가지로 나눠져 작은가슴근에 분포한다. 이 중 두세 개의 가지들은 작은가슴근을 관통하여 큰가슴근의 복장갈비갈래(sternocostal head)에서 끝난다. 안쪽가슴근은 따라서 작은가슴근과 큰가슴근 복장갈비갈래를 모두 관통한다. 가쪽가슴근신경은 큰가슴근 빗장갈래(clavicular head)만을 관통한다.

## 임상적 중요성
안쪽가슴근신경은 손상된 팔신경얼기나 겨드랑신경을 재건하는 데에 사용될 수 있다.

## 추가 이미지

팔신경얼기.
각 척수신경을 색깔별로 나타낸 팔신경얼기의 경로.

## 같이 보기
- 가쪽가슴근신경

## 참고 문헌
이 문서는 현재 퍼블릭 도메인에 속하는 그레이 해부학 제20판(1918) page 933의 내용을 기초로 작성된 글이 포함되어 있습니다.
1. ↑  Baur, Dale A.; Horan, Michael P.; Rodriguez, Juan C. (2012년 1월 1일),  Bagheri, Shahrokh C.; Bell, R. Bryan; Khan, Husain Ali, 편집., “Chapter 68 - The Pectoralis Major Myocutaneous Flap”, 《Current Therapy In Oral and Maxillofacial Surgery》 (영어) (Saint Louis: W.B. Saunders), 566–572쪽, doi:10.1016/b978-1-4160-2527-6.00068-2, ISBN 978-1-4160-2527-6, 2020년 10월 19일에 확인함
2. ↑  Watson, Caroline C. (2015년 1월 1일),  Tubbs, R. Shane; Rizk, Elias; Shoja, Mohammadali M.; Loukas, Marios, 편집., “Chapter 39 - Anatomy of the Medial Cord and Its Branches”, 《Nerves and Nerve Injuries》 (영어) (San Diego: Academic Press), 537–545쪽, doi:10.1016/b978-0-12-410390-0.00041-x, ISBN 978-0-12-410390-0, 2020년 10월 19일에 확인함
3. ↑  Moore, Amy M.; Phillips, Benjamin Z.; Mackinnon, Susan E. (2015년 1월 1일),  Tubbs, R. Shane; Rizk, Elias; Shoja, Mohammadali M.; Loukas, Marios, 편집., “Chapter 19 - Nerve Transfers to Improve Upper Extremity Function”, 《Nerves and Nerve Injuries》 (영어) (San Diego: Academic Press), 275–306쪽, doi:10.1016/b978-0-12-802653-3.00068-3, ISBN 978-0-12-802653-3, 2020년 10월 19일에 확인함